# Xã Vineyard, Quận Washington, Arkansas
Xã Vineyard (tiếng Anh: Vineyard Township) là một xã thuộc quận Washington, tiểu bang Arkansas, Hoa Kỳ. Năm 2010, dân số của xã này là 383 người.